# NGC 6825
NGC 6825 é uma galáxia  localizada na direcção da constelação de Draco. Possui uma declinação de +64° 04' 24" e uma ascensão recta de 19 horas, 41 minutos e 54,5 segundos.
A galáxia NGC 6825 foi descoberta em 18 de Setembro de 1884, por Edward D. Swift.